# Archaeomerycidae
Gli archeomericidi (Archaeomerycidae) sono una famiglia di mammiferi artiodattili estinti. Vissero tra l'Eocene superiore e l'Oligocene superiore (circa 37 - 23 milioni di anni fa) e i loro resti fossili sono stati ritrovati in Asia.

## Descrizione
Questi animali erano di piccole dimensioni: potevano avere la taglia di un coniglio e in ogni caso non superavano la taglia di un odierno tragulo. Conosciuti principalmente per i fossili completi del genere tipo Archaeomeryx, questi animali possedevano corpi snelli e zampe molto allungate, in particolare quelle posteriori. Al contrario di molti artiodattili odierni, gli archeomericidi erano ancora dotati di incisivi superiori funzionali. Gli archeomericidi erano dotati di code molto lunghe. 

## Classificazione
La famiglia Archaeomerycidae venne istituita da George Gaylord Simpson nel 1945 per accogliere Archaeomeryx, un artiodattilo arcaico vicino all'origine dei ruminanti, vissuto nell'Eocene superiore in Cina. Altri artiodattili arcaici sono stati in seguito ascritti alla famiglia, come Irrawadymeryx, Miomeryx, Notomeryx, Xinjiangmeryx, sempre provenienti dall'Asia e vissuti in un periodo compreso tra l'Eocene superiore e l'Oligocene superiore. 
Gli archeomericidi possono essere considerati molto vicini all'origine dei ruminanti odierni, forse affini alla famiglia europea dei gelocidi. 